# Hammatolobium
Hammatolobium é um género botânico pertencente à família Fabaceae.
O género foi descrito por Eduard Fenzl e publicado em Pugillus Plantarum Novarum Syriae et Tauri Occidentalis Primus 1. 1842.
Trata-se de um género reconhecido pelo sistema de classificação filogenética Angiosperm Phylogeny Website.

## Espécies
O género tem 4 espécies descritas das quais 2 são aceites:
- Hammatolobium kremerianum (Coss.) C.Mueller
- Hammatolobium lotoides Fenzl